# Yusuke Kitamura
Yusuke Kitamura (ur. 17 lipca 1982 r.) – japoński narciarz dowolny. Nigdy nie startował na mistrzostwach świata ani na igrzyskach olimpijskich. Najlepsze wyniki w Pucharze Świata osiągnął w sezonie 2000/2001, kiedy to zajął trzecie miejsce w zawodach PŚ w jeździe po muldach podwójnych.

## Sukcesy

### Puchar Świata

#### Miejsca w klasyfikacji generalnej
- 1999/2000 – -
- 2000/2001 – -
- 2001/2002 – -

#### Miejsca na podium
1. Iizuna – 10 lutego 2001 (Muldy podwójne) – 3. miejsce